# Anund Haraldsson (vingad lilja)
Anund Haraldsson (vingad lilja), född 1230 på Julita herrgård, död 24 april 1291 på Fröshammar, var ett svenskt riksråd och lagman.
Han var lagman i Södermanlands lagsaga i slutet av 1200-talet  och gift med Ingeborg Elofsdotter (vingad pil), dotter till Birger jarls bror Elof.
Barn
1. Helga Anundsdotter (vingad lilja) var gift med 1) drots Magnus Ragvaldsson och gift 2) 1289 med Rörik Birgersson d.y. (Rörik Birgerssons ätt) och fick minst fem barn i det äktenskapet.[3] [4]
2. Kristina Anundsdotter (vingad lilja). Gift med Lars Bengtsson (Boberg). [5]
3. Ingeborg Anundsdotter (vingad lilja).